# جريبة الشقيري (جازان)
قرية جريبة الشقيري، إحدى قرى منطقة جازان وهي قرية سكنية تابعة لبلدية محافظة صبيا جنوب غرب المملكة العربية السعودية، تبعد 33 كم باتجاه الشمال الشرقي من مدينة صبيا.

## الموقع
تقع قرية جريبة الشقيري إلى الشمال من المجرى الأوسط لوادي ضمد على بعد 2 كيلومتر، وتبعد حوالي 70 كيلومترا بالاتجاه الشمالي الشرقي من مدينة جازان، عند خط طول 42 درجة وخط العرض 17 درجة.

## انظر ايضاً
- مشلحة
- طناطن
- جر جبريل
- جر مسعود

## وصلات خارجية
- بيانات المجلس البلدي من الأمانة العامة لشؤون المجالس البلدية.
- حصر الخدمات بالمدن والقرى بمنطقة جازان.
- مصلحة الإحصاءات العامة والمعلومات.